# Jeskyně klenotů

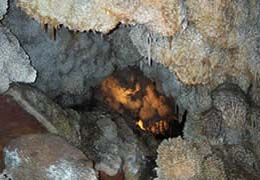
Jeskyně klenotů

Jeskyně klenotů (anglicky Jewel Cave) je třetí nejdelší jeskyně na světě (po Mamutí jeskyni a Optimistické jeskyni) s délkou 217 km. Nachází se 20 km západně od města Custer v Jižní Dakotě v USA.
Jeskyni objevili bratři Michaudové v roce 1900, po rozšíření vchodu do jeskyně dynamitem objevili prostoru plnou kalcitových krystalů, která dala jeskyni název a následně zpřístupnili jeskyni turistům. Ještě v roce 1959 byla známá délka jeskyně pouhý jeden kilometr. Od roku 1965 bratři Connové objevili a zmapovali přes 100 nových chodeb, celkově je známých 217 km chodeb což řadí jeskyni na úroveň ukrajinské Optimistické jeskyni, která má délku 230 nebo 214 km. Podle množství vzduchu, který jeskyně „vydechuje“ se předpokládá, že známé jeskynní prostory představují pouhý zlomek z celkové délky podzemí.
Poblíž se nachází Větrná jeskyně - také jedna z nejdelších jeskyní světa.